# Alles war schön und nichts tat weh
Alles war schön und nichts tat weh ist das fünfte Studioalbum des deutschen Rappers Casper. Es erschien am 25. Februar 2022 über das Label Eklat Tonträger. Alles war schön und nichts tat weh stieg in der ersten Verkaufswoche auf Platz eins der deutschen Albumcharts ein.

## Hintergrund
Für sein fünftes Album arbeitet Casper erneut mit einem anderen Produzenten zusammen. Mit Max Rieger fand er einen Produzenten, der an vielen Postpunk- und Indie-Produktionen beteiligt war. Der Name des Albums (vgl. auch den Text von Du hast den Farbfilm vergessen) ist eine Referenz auf die Band Muff Potter, die einen gleichnamigen Song hat, sowie auf den Roman Slaughterhouse Five von Kurt Vonnegut.

## Gastmusiker
Auf fünf Liedern des Albums treten neben Casper andere Künstler in Erscheinung. Den ersten Gastauftritt haben Lena Meyer-Landrut sowie die Band Provinz auf dem Song Lass es Rosen für mich regnen, gefolgt vom Rapper Tua, auch als Mitglied der Hip-Hop-Gruppe Die Orsons bekannt, auf dem Song TNT. Im Song Mieses Leben / Wolken nutzt Casper die Hook des Songs Wolken aus dem Album Mieses Leben von Haiyti. Für den Song Gib mir Gefahr kooperiert Casper mit Felix Kummer, dem Sänger der Rockband Kraftklub, beim Song Euphoria hat Arnim Teutoburg-Weiß, kurz Teute, von der Berliner Band Beatsteaks mitgewirkt.

## Titelliste
| Nr. | Titel                                                | Text                                                                                         | Musik | Länge |
| --- | ---------------------------------------------------- | -------------------------------------------------------------------------------------------- | --- | ----- |
| 1.  | Alles war schön und nichts tat weh                   | Benjamin Griffey, Oliver Avalon, Max Lessmann                                                | Samuel Vance-Law, Nikolai Potthoff, Ralph Heidel, Max Rieger                                                                             | 4:26  |
| 2.  | Lass es Rosen für mich regnen (feat. Lena & Provinz) | Luca Montesinos Gargallo, Griffey, Avalon, Marco Tscheschlok, Lessmann, Arnim Teutoburg-Weiß | Teutoburg-Weiß, Vance-Law, David Conen, Dirk Berger, Vincent Graf Schlippenbach, Daniel Stoyanov, Rieger, Al-Julian Asare-Tawiah, Heidel | 3:27  |
| 3.  | TNT (feat. Tua)                                      | Griffey, Avalon, Johannes Bruhns                                                             | Bruhns, Asare-Tawiah, Rieger, Tim Roth                                                                                                   | 3:17  |
| 4.  | Billie Jo (Prelude)                                  |                                                                                              | | 0:42  |
| 5.  | Billie Jo                                            | Griffey                                                                                      | Rieger | 4:39  |
| 6.  | Zwiebel & Mett (Die Vergessenen Pt. 3)               | Griffey, Asare-Tawiah, Lisa Griffey                                                          | Vance-Law, Rieger, Max Gruber | 3:20  |
| 7.  | Das bisschen Regen (Die Vergessenen Pt. 4)           | Griffey                                                                                      | Rieger | 3:20  |
| 8.  | Wo warst Du                                          | Griffey, Max Mönster                                                                         | Rieger, David Ruoff, Konstantin Scherer, Vincent Stein, Pascal Reinhardt, Elias Klughammer                                               | 3:23  |
| 9.  | Mieses Leben / Wolken (feat. Haiyti)                 | Griffey, Mönster, Rieger, Ronja Zschoche                                                     | Gerrit Arnold, Rieger, Lorik Shaqiri, Zschoche                                                                                           | 3:03  |
| 10. | Gib mir Gefahr (feat. Felix Brummer)                 | Griffey, Brummer, Julian Schmit                                                              | Rieger | 3:23  |
| 11. | Euphoria (feat. Teute)                               | Bruhns, Griffey, Oliver Groos, Conen, Teutoburg-Weiß                                         | Heidel, Berger, Conen, Lisa Morgenstern, Rieger, Teutoburg-Weiß, Graf Schlippenbach                                                      | 3:11  |
| 12. | Fabian                                               | Griffey, Lessmann, Asare-Tawiah, Gruber                                                      | Rieger, Benjamin Bistram, Alexandra Mayr, Konrad Henkelüdeke                                                                             | 7:16  |

## Rezeption

### Rezensionen
Yannik Gölz schreibt auf laut.de, dass durch die Kooperation mit Max Rieger Caspers „am kohärentesten nach Indie klingendes Album“ entstand. Im Kern stehe zwar weiterhin der Hip-Hop, mit Elementen des Post-Rock und Electronica. Kritisiert werden unter anderem die fehlenden Nuancen und die Songs Wo warst du? und Mieses Leben/Wolken in denen Casper „in reines Melodrama“ verfalle. Gölz bewertet das Album mit 3 von 5 Sternen.
Auf Plattentests schreibt Hendrik Müller:

„Casper zelebriert auf seinem mittlerweile fünften Longplayer wieder einen für Deutschrap-Verhältnisse gewohnt bunten musikalischen Kompass – wirkt dabei aber stellenweise deutlich gelassener, weniger verkrampft, der Spaß an der Sache scheint spürbarer durch die Zeilen hindurch.“

Im frontstage magazine schreibt Janina Rossmannek:

„Casper geht mit diesem Album neue Wege, testet sich aus und bricht auch mit Standards.“

### Chartplatzierungen
| ChartsChartplatzierungen | Höchstplatzierung | Wochen |
| ------------------------ | ----------------- | ------ |
| Deutschland (GfK)        | 1 (8 Wo.)         | 8      |
| Österreich (Ö3)          | 1 (4 Wo.)         | 4      |
| Schweiz (IFPI)           | 10 (2 Wo.)        | 2      |

| ChartsJahrescharts (2022) | Platzierung |
| ------------------------- | ----------- |
| Deutschland (GfK)         | 33          |